# حور باري
حور باري (الاسم العلمي:Populus parryi) هو نوع هجين من النباتات يتبع جنس الحور من الفصيلة الصفصافية.